# Liste von Auszeichnungen im Boxen
Diese Liste von Auszeichnungen im Boxen bietet eine Übersicht über zahlreiche Auszeichnungen im Boxen.

## Boxer

### Weltboxer des Jahres
- Ring Magazine Boxer des Jahres
- Sugar Ray Robinson Award
- WBHF Boxer des Jahres
- ESPN Boxer des Jahres
- Yahoo Sports Boxer des Jahres
- WBC Boxer des Jahres

### Herausragendster Boxer des Jahres
- Best Boxer ESPY Award (global)
- Best Fighter ESPY Award (global)

### Bester Techniker
- Val-Barker-Pokal (global)

### Boxer des Jahrzehnts
- Ring Magazine Boxer des Jahrzehnts

## Trainer

### Welttrainer des Jahres
- Ring Magazine Trainer des Jahres
- Yahoo Sports Trainer des Jahres
- Eddie Futch Award
- WBHF Trainer des Jahres

## Weitere Auszeichnungen und Aufnahmen
- Liste der 100 besten Puncher aller Zeiten (global)
- Ring Magazine Kampf des Jahres (global)
- Ring Magazine Knockout des Jahres (global)
- Ring Magazine Comeback des Jahres (global)
- Ring Magazine Runde des Jahres (global)